# Mabandla Dlamini
Mabandla Fred Dlamini (ur. 1 listopada 1930, zm. 28 czerwca 2025) – książę, premier Suazi od 23 listopada 1979 do 25 marca 1983.
Pochodził z królewskiego rodu Dlamini. Przed objęciem funkcji premiera pracował jako dyrektor w plantacji cukru. Po śmierci Maphevu Dlaminiego objął urząd premiera, wskazany przez króla Sobhuzę II. W 1980 wypuścił z więzień część więźniów politycznych, opowiadał się też za progresywnymi zmianami w życiu społecznym i walką z korupcją. Za jego kadencji nastąpiło ochłodzenie stosunków z Republiką Południowej Afryki. W sierpniu 1982 po śmierci monarchy regencję przejęła Dzeliwe, z którą popadł w konflikt. Funkcję premiera utracił w 1983 po popadnięciu w konflikt graniczny z RPA. Zmuszono go później do emigracji do tego ostatniego kraju.